# Solsonès

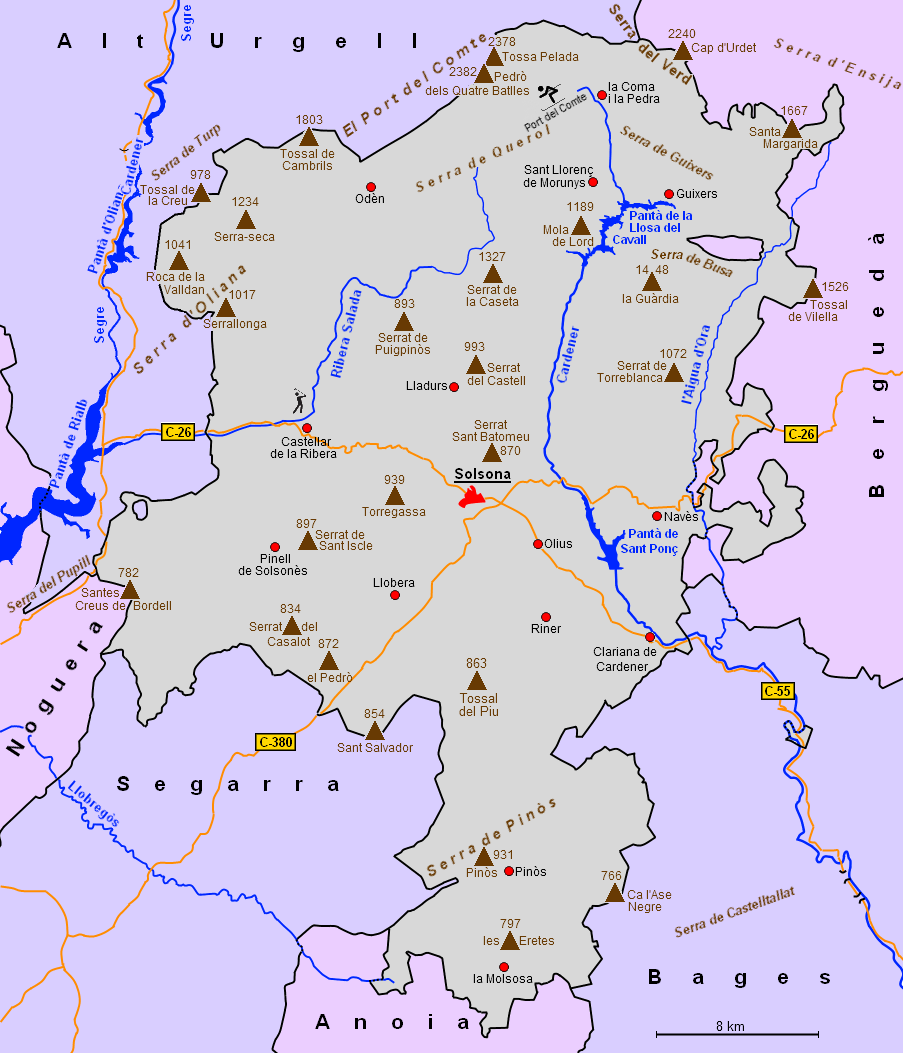
Karte von Solsonès (bis März 2023)

Die Comarca Solsonès liegt in der Provinz Lleida der Autonomen Gemeinschaft von Katalonien (Spanien). Der Gemeindeverband hat eine Fläche von 1.160,36 km² und 15.038 Einwohner 2022. Über 60 % der Einwohner leben in der Hauptstadt Solsona.

## Lage
Der Gemeindeverband liegt im Zentrum Kataloniens, 85 km nordöstlich der Provinzhauptstadt Lleida. Er grenzt im Nordwesten an die Comarca Alt Urgell, im Westen an Berguedà und Bages, im Süden an Anoia und Segarra und im Osten an Noguera. Zusammen mit den Comarcas Anoia, Bages, Berguedà, und Osona bildet der Gemeindeverband das Territorium Comarques Centrals.
Der südliche und mittlere Teil Solsonès liegt in einer Hochebene, der Zentralkatalonischen Senke, mit einzelnen Höhenzügen bis 900 m Höhe. Der nördliche Teil ist gebirgig und liegt in den Vorbergen der Pyrenäen (Pre-Pyrenäen). Hier befinden sich die Gebirgsketten, der Serra d’Oliana, Turp, Querol, Guixers, Busa und Verd. An der Grenze zu Alt Urgell liegt der Gebirgszug el Port del Comte mit den höchsten Bergen der Comarca, dem Pedró dels Quatre Batlles (2382 m) und dem Tossa Pelada (2378 m).
Der Fluss Cardener, ein Nebenfluss des Llobregat, durchquert Solsonès von Nord nach Süd und speist 2 Stauseen, die Pantà de la Llosa del Cavall und Pantà de Sant Ponç.

## Wirtschaft
Solsonès ist stark von der Landwirtschaft und der Forstwirtschaft geprägt. Angebaut werden Getreide, Kartoffeln und Sonnenblumen.
Industrielle Betriebe gibt es vor allem in der Lebensmittel- und Holzverarbeitung.
Durch das Skigebiet am Port del Comte und wegen der landschaftlichen Schönheit der Comarca, gewinnt der Tourismus zunehmend an Bedeutung.

## Gemeinden
| Gemeinde                | Einwohner (2024) | Fläche km² | Dichte Einw./km² | Cod INE | Postleitzahl |
| ----------------------- | ---------------- | ---------- | ---------------- | ------- | ------------ |
| Biosca                  | 176              | 66,05      | 3                | 25055   | 25752        |
| Castellar de la Ribera  | 144              | 60,27      | 2                | 25064   | 25289        |
| Clariana de Cardener    | 161              | 40,67      | 4                | 25075   | 25290        |
| La Coma i la Pedra      | 282              | 60,63      | 5                | 25163   | 25284        |
| Guixers                 | 134              | 65,70      | 2                | 25111   | 25285        |
| Lladurs                 | 185              | 128,34     | 1                | 25124   | 25283        |
| Llobera                 | 209              | 38,90      | 5                | 25129   | 25281        |
| La Molsosa              | 103              | 26,74      | 4                | 25136   | 08281        |
| Navès                   | 300              | 145,25     | 2                | 25146   | 25286        |
| Odèn                    | 230              | 114,47     | 2                | 25148   | 25283        |
| Olius                   | 1.003            | 54,89      | 18               | 25151   | 25280        |
| Pinell de Solsonès      | 203              | 90,97      | 2                | 25166   | 25286        |
| Pinós                   | 277              | 104,45     | 3                | 25167   | 25287        |
| Riner                   | 262              | 47,41      | 6                | 25186   | 25290        |
| Sant Llorenç de Morunys | 1.003            | 4,62       | 217              | 25193   | 25282        |
| Solsona                 | 9.480            | 17,71      | 535              | 25207   | 25280        |
| Torà                    | 1.207            | 93,29      | 13               | 25223   | 25750        |
| Comarca Solsonès        | 15.359           | 1.160,36   | 13               | –       | –            |

## Veränderungen
Im März 2023 wurden die Gemeinden Biosca und Torà aus der Comarca Segarra herausgelöst und der Comarca Solsonès zugeschlagen.

## Sehenswürdigkeiten
- Cista de la Guàrdia, Steinkiste
- Cova d'Aigües Vives, Höhle
- Dolmen Caixa del Moro III oder del Camí de Solsona
- Dolmen Camí de Bosquers
- Dolmen de Cal Xinquet
- Estela de Través oder Font de Plata, Stele
- Menhir del Solar oder del Solà
- Menhir caigut del Campot